# Hauptfriedhof (Neustadt an der Weinstraße)

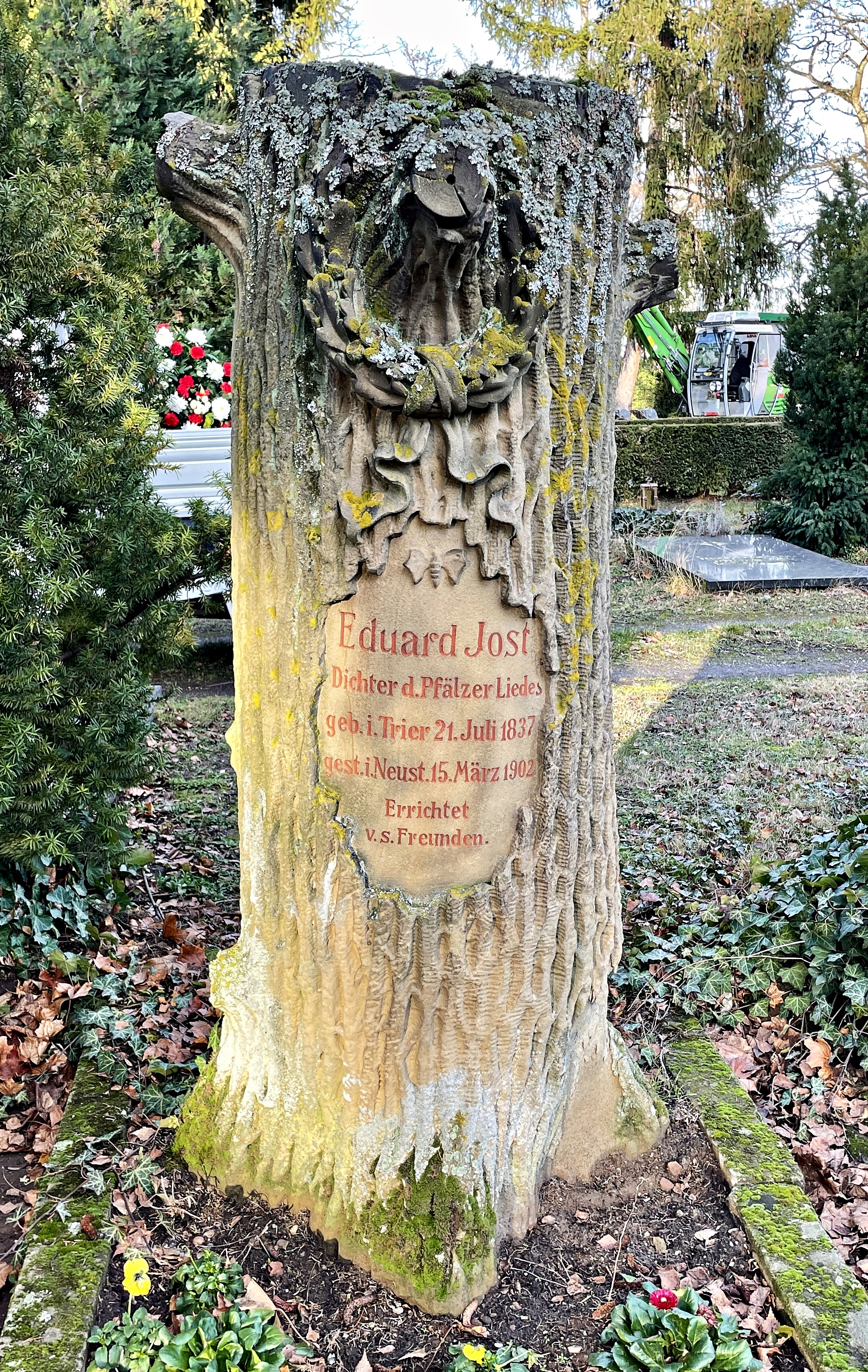
Grabmal von Eduard Jost

Der Hauptfriedhof ist ein denkmalgeschütztes Bauwerk in Neustadt an der Weinstraße. Er befindet sich in der Landauer Straße, wurde von 1878 bis 1880 angelegt und mehrmals erweitert. In seinem westlichen Bereich wird er von einer Backstein- und Stampfbetonmauer begrenzt.

## Denkmalgeschützte Bestandteile
- Trauerhalle (Landauer Straße 94), hufeisenförmig gruppierte Heimatstilbauten mit aufragendem Mittelbau und pavillonartig abgesetzten Teilen unter Walmdächern, durch Vorhalle miteinander verbunden, alte Türblätter, 1927.
- Friedhofsverwaltung und Angestelltenwohnhaus (Landauer Straße 96), 1926/27, eingeschossiger Heimatstil-Putzbau;
- Kriegerdenkmal 1914/18, großzügige Anlage, mittig Sandsteinpfeiler mit bekrönendem Löwen, 1925, Bildhauer J. W. Steger, Neustadt
- Ehrengrabmal Friedrich Hetzel († 1886); neuklassizistische Anlage, Obelisk flankiert von bronzenen Kandelabern, Architekt Ludwig Levy, Bildhauer Adolf Ott;
- Feld 2: Anonymes Grabmal, um 1900, barockisierende Kunststeinvase;
- Feld 3: Denkmal für die Opfer der Explosion in der Chemiefabrik in Oppau 1921, monolithischer Sandsteinblock, kleine Stelen für 14 Opfer; Grabmal Familie Carl Biffar († 1930), Schauwand mit Kreuzigungsgruppe in Bronze; Grabmal Katharina († 1879) und Johann Adam Brumm († 1897), reich gestalteter Sandstein mit getrepptem Abschluss; Grabmal Familie Julius Clundt († 1909), vorzügliche Jugendstilanlage aus Marmor mit lebensgroßer Trauernder; Grabmal Familie Gustav Oehlert († 1903), neuklassizistische Schauwand mit Vasenaufsatz;
- Feld 4: Grabmal Familie Adam Avril († 1901), Granitkreuz und Galvanoplastik einer Trauernden; Grabmal Familie Witter, wohl um 1920, monumentale Schauwand;
- Feld 5: gründerzeitliche Einfriedung einer anonymen Grabstätte, gusseiserne Baluster und Eisenketten;
- Feld 6: Grabmal Familie Jacob Exter († 1889), pultartige Granitplatte mit Messingdekor; Grabmal Amalie Hüll, geb. Schlöer († 1889) und Johannes Hüll († 1907), Säulenädikula mit zinnenbewehrtem Stufengiebel und Fialbekrönung; Grabmal Julia († 1911) und Wilhelm Maucher († 1929), Rückwand mit Bronzeurne in Bogennische, Ummauerung mit Metalltür in expressionistischen Formen; Grabmal Caroline († 1906) und Theodor Welsch († 1909), Sandsteinstele mit Felsrelief und reichem Pflanzendekor; Grabmal Familie Lauer, um 1910, Rückwand mit galvanoplastischem Hochrelief einer Allegorie, Einfriedungsmauer;
- Feld 7: Grabmal Familie Carl Delto (Zweitnutzung), späthistoristischer Grabstein mit Marmorrelief einer Trauernden;
- Feld 8: Grabmal Georg von Neumayer († 1909), neuklassizistischer Monopteros mit Weltkugel;
- Feld 10: Grabmal Jakob Steger († 1908), Porträtbüste;
- Feld 13: Grabmal Philippine Apollonia Sauter, geb. Kronenburger († 1895), gründerzeitliche Sandsteinstele;
- Feld 16: Grabmal Dina Uhlenbeck-Ermeling († 1939) und Emil Helfferich († 1972), hohe, stilisierte Pagode aus Muschelkalk; Grabmal Familie Friedrich Helfferich († 1917), dorische Ädikula mit Marmorkantharos; Grabmal Familie Daab, um 1920, kleine ovale Anlage, auf einem Postament trauernder Putto mit Urne;
- Feld 17: Grabstätte Familie Liesenberg, drei neuklassizistische Granitsarkophage in Pultform mit profilierten Bronzedeckeln: Carl Maria Liesenberg († 1918), Christine Liesenberg, geb. Wolff († 1914), Carl Liesenberg († 1931);
- Feld 18: Grabmal Familie Willy Ehbrecht, Galvanoplastik eines schreitenden Engels, bald nach 1900; Grabmal Familie Theodor Knoeckel († 1902), monumentale Jugendstilstele mit Bildnisrelief aus Bronze; Grabmal Eduard Jost († 1902), Sandsteinmonolith in Form eines Eichenstamms;
- Feld 20: Grabmal Eugen Wolf († 1912): Muschelkalkblock mit sphingenbesetzten Kanten, darüber große Bronzeurne;
- nördlich Feld 2: Grabstätte Familie Hoch, vier neugotische Grabsteine in Neuaufstellung: A. Maria Hoch, geb. Mehling († 1862), Gottesmutter in Nische mit Maßwerkwimperg; Andreas Hoch († 1876), mehrstufiger Zinnenabschluss; Carl Jos. Hoch († 1873), Fiale mit Maßwerk, Wimpergen und Ecktürmchen; Maria Josephine Hoch, geb. Hörller (?) († 1855), Maßwerkfiale, stirnseitig mit kleinem knienden Engel; Grabmal Familie Josef Bürckel († 1944): monolithischer Sandsteinblock auf kleinen Pyramidenstümpfen;
- beim Haupteingang: Grabmal Familie Sack, kniende Trauernde mit Sack (?) und gesenktem Blumenstrauß, 1950.

## Kontroverse
Für eine Kontroverse sorgt die Tatsache, dass das Grab des einstigen NS-Gauleiters Josef Bürckel denkmalgeschützt ist. Aus diesem Grund bemüht sich der Förderverein Gedenkstätte für NS-Opfer in Neustadt um dessen Entfernung.

## Verkehr
Am Hauptfriedhof befindet sich eine Haltestelle der Buslinie 511.